# Coonabarabran
Coonabarabran ist eine Stadt in New South Wales in Australien mit 2.387 Einwohnern. Sie liegt 451 km nordwestlich von Sydney am Newell Highway und Oxley Highway. Sie ist der Verwaltungssitz des Warrumbungle Shire.
Lewis Gordon gründete Coonabarabran im Jahre 1859. Das Gebiet war bereits durch eine Regierungsexpediton 1817 erschlossen worden und die Aboriginal, die Kamilaroi, lebten bereits seit 7.500 Jahren in diesem Gebiet.
Coonabarabran bildet das Tor zum Warrumbungle-Nationalpark und zu dem Pilliga Forest und es führt ein Touristenbüro. Im Ort gibt es Motels, Hotels, Restaurants und Caravanparks. Ferner gibt es eine Mineraliensammlung, das Crystal Kingdom, und einen Golfclub.
Bei Coonabarabran befindet sich ein Sternenobservatorium mit einem Teleskop von 3,9 Metern Durchmesser, das größte Teleskop Australiens, das Siding-Spring-Observatorium auf dem Siding Spring Mountain im Warrumbungle-Nationalpark. Für Astronomiestudenten und Astrophysiker der Australian National University gibt es 12 Teleskope im Gebäude auf dem Siding Spring Mountain.
Der Asteroid des äußeren Hauptgürtels (2618) Coonabarabran wurde nach der Stadt benannt.